# Koncepcja ciągłości rzeki
Koncepcja ciągłości rzeki ((ang.) river continuum, river-continum) – funkcjonalne podejście do strefowości cieków, sformułowane w 1980 roku (Vannote R. L., Minshall G. W., Cummins K. W., Sedel J. R., Cushing C. E.), akcentujące ciągłość procesów ekologicznych i gradientowy charakter stref rzecznych. Od źródeł do ujścia różne czynniki takie jak: szerokość i głębokość koryta, szybkość prądu, objętość masy wodnej, temperatura, zawiesina, natlenienie, dopływ materii organicznej itd., zmieniają się w  sposób ciągły. Gradienty geomorfologiczne, chemiczne i biologiczne tworzą ciągły system - continuum rzeczne. Nie można wyróżnić wyraźnych granic pomiędzy poszczególnymi strefami cieku (krenal, rhitral, potamal), gdyż przejścia są stopniowe i ciągłe.
Wzdłuż biegu rzeki zmienia się stosunek produkcji pierwotnej do respiracji. W górnych odcinkach, zalesionych, produkcja pierwotna jest niewielka, natomiast duży jest dopływ grubocząsteczkowego detrytusu, w biocenozie dominują rozdrabniacze, liczni są zbieracze. W środkowych odcinkach rzeki, przy szerokim korycie nawet nadbrzeżne drzewa nie zacieniają całego cieku, w nurcie rozwijają się makrofity, wzrasta intensywność autochtonicznej produkcji pierwotnej (stosunek produkcji do respiracji jest zrównoważony). W biocenozie dominują zdrapywacze, liczni są zbieracze i filtratorzy, nieliczni rozdrabniacze. W dolnym odcinku rzeki dopływ allochtomicznego detrytusu jest niewielki, zwiększa się produkcja pierwotna także za sprawą fitoplanktonu (produkcja przeważa nad respiracją). W biocenozie dominują zbieracze i filtratorzy. Drapieżcy są jednakowo liczni na całej długości cieku.
Koncepcja ciągłości rzeki odnosi się do modelowego cieku, którego górny odcinek znajduje się na terenie zalesionym. Na skutek m.in. antropogenicznych zmian w środowisku, odnotować można odstępstwa od tego modelu, także za sprawą czynników zaburzających strefowość: dopływ zanieczyszczeń organicznych, jeziora przepływowe, zmiana spadku i szybkości prądu na terenach pojezierzy, melioracyjna przebudowa koryta rzecznego, zanieczyszczenie wód, urządzenia hydrotechniczne.